# Армяно-украинские отношения
Армяно-украинские отношения — двусторонние дипломатические отношения между Республикой Армения и Украиной. Установлены 25 декабря 1991 года. До 1991 года обе страны были союзными республиками в составе СССР. Сегодня они состоят во Всемирной торговой организации, Организации по безопасности и сотрудничеству в Европе, а также являются полноправными членами Организации Объединённых Наций.

## Сравнительные характеристики
|                      | Украина                                             | Армения                                                |
| -------------------- | --------------------------------------------------- | ------------------------------------------------------ |
| Население            | 42 590 900                                          | 3 017 100                                              |
| Территория           | 603 549 км²                                         | 29 743 км²                                             |
| Плотность населения  | 73,92 чел./км²                                      | 101,4 чел./км²                                         |
| Столица              | Киев                                                | Ереван                                                 |
| Крупнейшие города    | Киев, Харьков, Одесса, Днепр                        | Ереван, Гюмри, Ванадзор                                |
| Форма правления      | Парламентско-президентская республика               | Парламентская республика                               |
| Государственный язык | Украинский                                          | Армянский                                              |
| Основная религия     | Христианство                                        | Христианство                                           |
| ВВП (ППС)            | 371 млрд долларов США (8 665 $ на душу населения)   | 24,28 млрд долларов США (8416,82 $ на душу населения)  |
| ВВП (номинал)        | 134,8 млрд долларов США (2 979 $ на душу населения) | 10,881 млрд долларов США (3351,63 $ на душу населения) |
| Валюта               | гривна                                              | драм                                                   |

## История

### Современные отношения
18 декабря 1991 года Армения признала независимость Украины.
Посольство Армении на Украине открылось в январе 1993 года. Чрезвычайный и Полномочный посол Армении на Украине — Андраник Манукян. Украинское посольство в Ереване действует с сентября 1996 года. Временно поверенным в делах Украины в Республике Армения является Иван Загородный.
Документом, заложившим основы двусторонних отношений, является подписанный 14 мая 1996 года Договор о дружбе и сотрудничестве между Украиной и Республикой Армения.
В июле 1997 года Украину с официальным визитом посетил первый президент Армении Левон Тер-Петросян. В марте 2001 года Украину посещает второй президент Армении Роберт Кочарян. Официальный и рабочий визиты третьего президента РА Сержа Саргсяна состоялись в июле 2011 и июле 2012 года. Второй президент Украины Леонид Кучма посещал Армению с официальными визитами в мае 1996 года и октябре 2002 года.
В 2014 году Армения проголосовала против принятия резолюции о незаконности проведенного в Крыму референдума. Однако, после политических консультаций с украинским послом Армения заняла нейтральную позицию по событиям в Восточной Украине.
Договорно-правовая база отношений состоит из 72 документов, регулирующих сотрудничество в различных сферах и на разных, в том числе и региональных, уровнях.

## Экономическое сотрудничество
Украина экспортирует в Армению мясо, молочные продукты, овощи, зерновые культуры. Армения экспортирует на Украину электротехническую продукцию, алкогольные напитки, минеральные воды.
За 9 месяцев 2015 года товарооборот между странами составил 94,2 млн. долларов США, при этом показатель торговли товарами составил 76,7 млн. долларов.

## Украинцы в Армении
По данным переписи населения 2001 года, в Армении проживают 1633 этнических украинца. Большинство украинцев живут в Ереване, Ванадзоре, Гюмри. В стране действует Федерация украинцев Армении «Украина». Организация имеет свой печатный орган, издаваемый на украинском языке. Также в Армении функционирует ряд художественных коллективов.

## Армяне на Украине
Армяне издревле проживали на территории современной Украины. В 1364 году во Львове был епархиальный центр армян, которому подчинялись приходы Литвы, Польши и Молдавии. Армяне играли определённую роль в торговле, дипломатии, оружейном и ювелирном делах.
В XIX веке Львов стал центром арменоведческих исследований Западной Украины. В 1904 году во Львовском университете была открыта кафедра армянского языка, существовавшая до начала Великой Отечественной войны.